# Idioma pimpama
Pimpama es una lengua indígena de Australia (Lenguas indígenas de Australia) extinta. El idioma se hablaba en la costa cerca de la actual Brisbane (Brisbane). Junto con el idioma gowar, puede haber estado relacionado con los lenguas bandjalángicas (Jefferies 2011).